# Karl Wiedergott
Karl Aloysious Treaton (født 8. februar 1969) er en amerikansk skuespiller som for tiden medvirker i den animations komedieserien The Simpsons. Under navnet Karl Wiedergott lægger han blandt andet stemmet til skuepilleren John Travolta og USA:s tidligere præsident Bill Clinton. Wiedergott har lagt stemme til en række forskellige figurer i mere end 200 afsnit. I 2005 bestemte Wiedergott for at tage en pause fra alt skuespil på scenen, i film og i TV, for at fuldt ud satse på The Simpsons.